# Niedersächsische Europapolitik
Niedersachsen ist in Europa in vielerlei Hinsicht aktiv. Abgeordnete aus Niedersachsen sitzen im Europäischen Parlament, Niedersachsen schickt Vertreter in den Ausschuss der Regionen (AdR), grenzüberschreitende Kooperation laufen schon seit Jahren erfolgreich, wie z. B. die INTERREG A-Programme mit den Niederlanden. Das Thema Europa hat in den letzten Jahren enorm an Prestige gewonnen und konnte somit auch in Niedersachsen an Bedeutung zulegen. Besonders die europäische Agrarpolitik und die Kohäsions- und Strukturpolitik haben großen Einfluss auf das Bundesland. Dank der niedersächsischen Küsten ist aber auch europäische Energiepolitik von großem Interesse. Das Spektrum der Niedersächsischen Europapolitik umfasst weiterhin die Bereiche Währung, Finanzen, Binnenmarkt, Industrie, Verkehrsinfrastruktur, Forschung, Wissenschaft, Bildung, Kultur, Arbeitsmarkt, Soziales, Zuwanderung und Integration, Recht und Sicherheit und Kommunen.

## Die Organisation der Niedersächsischen Europapolitik
Das Land Niedersachsen besitzt neben seiner Vertretung beim Bund in Berlin auch eine Landesvertretung in Brüssel. Organisatorisch ist die Europapolitik Niedersachsens bei der Ministerin für Europa und Regionale Landesentwicklung (derzeit Melanie Walter) in der Niedersächsischen Staatskanzlei (Abteilung 3: Europa, Internationale Zusammenarbeit) angesiedelt. Im Niedersächsischen Landtag befasst sich der Ausschuss für Bundes- und Europaangelegenheiten und Medien mit europapolitischen Themen.

## Grenzüberschreitende Kooperationen
Niedersachsen ist 1998 eine engere Kooperation mit zahlreichen anderen Nordseeanrainern in der North Sea Commission (NSC) eingegangen, der Niedersachsen momentan aber nicht mehr angehört. Mit der Region Haute Normandie in Frankreich hat Niedersachsen eine gemeinsame Erklärung für eine partnerschaftliche Zusammenarbeit abgeschlossen, um auch diese bilaterale Beziehung weiter auszubauen. Die Region Haute-Normandie unterhält ein Büro in der Vertretung des Landes Niedersachsen bei der Europäischen Union.
Auch mit den Staaten in Mittel- und Osteuropa arbeitet das Land Niedersachsen zusammen. Zu Beginn der 1990er Jahre wurden insb. Kontakte vermittelt und Partnerschaften geschlossen. Mit den polnischen Wojewodschaften Großpolen und Niederschlesien blickt Niedersachsen auf eine inzwischen zehnjährige erfolgreiche und stetig ausgebaute Zusammenarbeit zurück.
Eine weitere Partnerregion Niedersachsens sind die Niederlande.

## Kohäsions- und Strukturpolitik
Die Auswahl von Projekten, die von der Strukturförderung profitieren sollen, wird von der Landesregierung vorgenommen.
Niedersachsen erhält in der Förderperiode 2007–2013 rund 2,7 Mrd. Euro aus dem Europäischen Fonds für regionale Entwicklung (EFRE), dem Europäischen Sozialfonds (ESF), dem Europäischen Landwirtschaftsfonds für die Entwicklung des ländlichen Raums (ELER) und dem Fischereifonds. Aus dem Europäischen Fonds für regionale Entwicklung (EFRE) fließen dabei ca. 1,23 Mrd. Euro zur Stärkung von regionaler Wettbewerbsfähigkeit und Beschäftigung nach Niedersachsen. Aus dem Europäischen Sozialfonds (ESF) erhalten niedersächsische Projekte ca. 447 Mio. Euro in dieser Förderperiode. Niedersachsen ist für die Förderung mit Strukturmitteln in vier Regionen aufgeteilt: Hannover, Braunschweig, Weser-Ems und Lüneburg.
Die Region Lüneburg mit ihren elf Landkreisen fällt als einzige Region im Westen Deutschlands unter das Förderziel Konvergenz (d. h. das BIP pro Kopf liegt unter 75 % des EU-25 Durchschnitts) und erhält aufgrund dieser Einstufung einen Großteil der Fördermittel, nämlich ca. 800 Mio. Euro EFRE- und ESF-Mittel. Die restlichen Gelder fließen in das übrige Landesgebiet. Der Europäische Sozialfonds unterstützt in Niedersachsen Maßnahmen zur Förderung der Beschäftigung und der Bekämpfung und Verhinderung von Arbeitslosigkeit. Besonders Hochschulen und spezialisierte Institute an Hochschulen werden dabei durch Initiativen zur Existenzgründung bzw. Forschungs- und Technologiemaßnahmen gefördert. Von 2000 bis 2006 standen über 733 Mio. Euro EU-Strukturfondsmittel für 2,4 Millionen Menschen in allen vier Regierungsbezirken und weitere 1,2 Millionen in Gebieten mit Übergangsförderung zur Verfügung. Diese Gebiete im eher ländlich geprägten und bevölkerungsarmen Nordwesten und dem stärker industrialisierten Osten und Südosten des Landes wiesen besondere Strukturprobleme auf und waren überdurchschnittlich von Arbeitslosigkeit betroffen.
Im Moment wird in Brüssel über die kommende Förderperiode von 2014 bis 2020 verhandelt. Die Europäische Kommission stellte ihren Vorschlag für die Zukunft der Kohäsions- und Strukturpolitik Ende 2011 vor. Insgesamt wird Niedersachsen wahrscheinlich nicht so stark wie in der Förderperiode von 2007 bis 2013 von Europäischen Mitteln profitieren können, unter anderem, weil Lüneburg mittlerweile nicht mehr unter die Konvergenzkategorie fällt. Die Verhandlungen zwischen Rat, Europäischem Parlament und Kommission sind aber noch nicht abgeschlossen.

## Die EU-Erweiterung – Chancen für Niedersachsen
Niedersachsen profitiert von der Erweiterung der Europäischen Union im Jahr 2004. Schon vorher hatten sich die Exporte in die mittel- und osteuropäischen Länder von (umgerechnet) zwei Milliarden Euro im Jahr 1996 auf fast 4,5 Milliarden Euro im Jahr 2000 gesteigert.
Im gleichen Maß erhöhten sich auch die Importe aus diesen Staaten, wobei der wichtigste Handelspartner nach wie vor Polen ist. Durch seine verkehrsgünstige Lage wird Niedersachsen auch künftig stärker von der Erweiterung profitieren als andere Bundesländer.
Als erstes Bundesland hat Niedersachsen bereits im November 2001 gemeinsam mit der EU die breit angelegte Informationskampagne Europa wird bunter – Die EU-Erweiterung zu diesem Thema gestartet. Unabhängig davon leidet das Land im Zuge der europäischen Union ebenfalls, wie andere Länder auch, von einer Arbeitsplatzverlagerung/Abwanderung.

## Europa-Informationen für das Land
Mit Unterstützung der Europäischen Kommission hat die Niedersächsische Landesregierung im Mai 2001 in Hannover das Europäische Informations-Zentrum (EIZ) Niedersachsen eröffnet. Das EIZ ist Anlaufstelle für Europa-Themen aller Art. Ziel dieser Einrichtung ist es, den Bürgerinnen und Bürgern in Niedersachsen Europa und die Europäische Union näherzubringen. Zu diesem Zweck organisiert das EIZ Informationskampagnen zu aktuellen Europa-Themen (wie zum Beispiel zur EU-Erweiterung), Aktionstage zu aktuellen Themen, Ausstellungen mit Europabezug und sonstige Veranstaltungen aller Art.
Im Rahmen seiner Europa-Öffentlichkeitsarbeit hat das EIZ 2004 mit Unterstützung talentierter Schülerinnen und Schüler für das Land Niedersachsen eine eigene Europa-Sympathiefigur geschaffen – das Europa-Pferd „Eurogaloppo“. Niedersachsen ist das bislang einzige Bundesland mit einem eigenen Europa-Symbol. Mit dem Europa-Pferd des Landes soll insbesondere bei Kindern und Jugendlichen für Niedersachsen als europäische Region und für die Europäische Union geworben werden.
Zusätzlich gibt es das Informationsportal „Europa vor Ort“ der Europäischen Kommission, wo spezifische Informationen zu niedersächsischen EU-Anlaufstellen, Regionalförderung, Europaabgeordneten und vielen anderen Themen zusammengefasst sind.